# Torneo de Río de Janeiro 2020
El Rio Open 2020 fue un evento de tenis de la ATP Tour 500 serie. Se disputó en Río de Janeiro, Brasil en el predio del Jockey Club Brasileiro desde el 17 hasta el 23 de febrero de 2020.

## Distribución de puntos
| Modalidad            | Campeón | Finalista | Semifinales | Cuartos de final | 2.ª ronda | 1.ª ronda | Clasificados | 2.ª ronda de clasificación | 1.ª ronda de clasificación |
| Individual masculino | 500     | 330       | 200         | 100              | 50        | 0         | 25           | 13                         | 0                          |
| Dobles masculino     | 500     | 300       | 180         | 90               | –         | –         | 45           | 25                         | 0                          |

## Cabezas de serie

### Individuales masculino
| Tenista           | Ranking | Preclasificado |
| Dominic Thiem     | 4       | 1              |
| Gianluca Mager    | 23      | 2              |
| Cristian Garin    | 26      | 3              |
| Guido Pella       | 27      | 4              |
| Borna Ćorić       | 31      | 5              |
| Albert Ramos      | 42      | 6              |
| Casper Ruud       | 45      | 7              |
| Fernando Verdasco | 47      | 8              |

- Ranking del 10 de febrero de 2020.[2]

### Dobles masculino
| Tenista                            | Ranking | Preclasificado |
| Juan Sebastián Cabal Robert Farah  | 3       | 1              |
| Łukasz Kubot Marcelo Melo          | 17      | 2              |
| Marcel Granollers Horacio Zeballos | 25      | 3              |
| Mate Pavić Bruno Soares            | 38      | 4              |

## Campeones

### Individual masculino
Cristian Garin  venció a  Gianluca Mager por 7-6(7-3), 7-5

### Dobles masculino
Marcel Granollers /  Horacio Zeballos vencieron a  Salvatore Caruso /  Federico Gaio por 6-4, 5-7, [10-7]